# فروردین ۱۳۸۹
فروردین‌ماه ۱۳۸۹ اولین ماه از این سال است.

آغاز آن یک‌‌شنبه: ‎۱ فروردین ۱۳۸۹ (۲۱ مارس ۲۰۱۰) میلادی
مطابق با ۵ ربیع‌الثانی ۱۴۳۱ قمری قراردادی می‌باشد.

## ۱ فروردین ۱۳۸۹
- عذرخواهی پاپ از آزار جنسی کودکان توسط کشیش‌های ایرلندی

پاپ بندیکت شانزدهم، رهبر کاتولیک‌های جهان از کسانی که برای سال‌ها هدف آزار جنسی و بدرفتاری کشیش‌های ایرلندی قرار گرفته‌اند عذرخواهی کرده‌است.پاپ در نامه به کاتولیک‌های ایرلند که اولین پاسخ علنی وی به این رسوایی تلقی می‌شود، نوشته‌است: «شما رنج زیادی برده‌اند و من واقعا متاسفم.»پاپ بندیکت می‌گوید که به اعتماد خیانت شده و شرافت مردم لطمه خورده‌است.بی‌بی‌سی فارسی
- فریاد الله‌اکبر در لحظه تحویل سال

بنا برگزارش سایتهای هوادار جنبش سبز ، شامگاه شنبه همزمان با لحظه تحویل سال، بانگ الله‌اکبر در شهرهای تهران ، شیراز، اصفهان، تبریز و مشهد طنین افکن شد. برخی از سایتهای خبری، فیلم سردادن شعارهای الله اکبر در لحظه تحویل سال نو را منتشر کرده‌اند.رادیو فردا
- درخشش یک ایرانی در دوره نهایی جام NCAA آمریکا

## ۲ فروردین ۱۳۸۹
- تصویب قطعنامه نوروز در سنای آمریکا

مجلس سنای آمریکا با تصویب قطعنامه‌ای «اهمیت فرهنگی و تاریخی» مهم‌ترین عید باستانی ایرانیان را به رسمیت شناخته و نوروز را به ایرانی‌ها و همه کسانی که آن را جشن می‌گیرند، تبریک گفته‌است. این قطعنامه توسط سناتور رابرت منندز (از نیوجرسی) و سناتور جان کرنین (از تگزاس) نوشته شده، و بدون رای مخالف به تصویب رسید. سیلم نیوز
- نوه هاشمی رفسنجانی بازداشت شد

روز دوشنبه، گزارش شد که حسن لاهوتی، فرزند فائزه هاشمی و نوه اکبر هاشمی رفسنجانی، رئیس مجلس خبرگان و رئیس مجمع تشخیص مصلحت نظام، هنگام بازگشت از سفر خارج به تهران بازداشت و زندانی شده‌است.بی‌بی‌سی فارسی
- تصویب طرح اصلاح نظام بیمه درمانی آمریکا در کنگره

اکثریت دموکرات مجلس نمایندگان آمریکا پس از ماه‌ها بحث و مذاکرات فشرده طرح اصلاح نظام بیمه درمانی و مراقبت‌های بهداشتی آمریکا که یکی از مهم ترین اولویت‌های داخلی دولت باراک اوباماست را تصویب کرد.۲۱۹ نماینده دموکرات یکشنبه شب به این طرح جنجال برانگیز رای مثبت دادند.این طرح که ۳۲ میلیون آمریکایی را در ظرف چند سال آینده تحت پوشش بیمه قرار خواهد داد، بزرگ ترین تحول در نظام بهداشتی آمریکا طی چندین دهه اخیر به حساب می‌آید.بی‌بی‌سی فارسی ،صدای آمریکا
- اتحادیه اروپا با اختلال امواج ماهواره‌ای «توسط ایران» مقابله می‌کند

### آدینه۶ فروردین ۱۳۸۹-۲۶ مارس ۲۰۱۰
- ماه سلطان ربانی همسر آیت‌الله حسین‌علی منتظری درگذشت.

### شنبه۱۴ فروردین ۱۳۸۹-۳ آوریل ۲۰۱۰
- رضا کرم‌رضایی بازیگر، نمایش‌نامه‌نویس و کارگردان و مترجم ایرانی درگذشت.

### چهارشنبه۱۸ فروردین ۱۳۸۹-۷ آوریل ۲۰۱۰
- محمود بنفشه‌خواه بازیگر ایرانی سینما، تئاتر و تلویزیون درگذشت.

### پنج‌شنبه۱۹ فروردین ۱۳۸۹-۸ آوریل ۲۰۱۰
- انیسه وهاب هنرپیشهٔ نامدار سینما و تئاتر افغان درگذشت.

### شنبه۲۱ فروردین ۱۳۸۹-۱۰ آوریل ۲۰۱۰
- کیومرث ملک‌مطیعی بازیگر تئاتر، سینما، تلویزیون ایرانی درگذشت.

### یک‌شنبه۲۲ فروردین ۱۳۸۹-۱۱ آوریل ۲۰۱۰
- غلام‌عباس قشقایی (جهان) خوانندهٔ سرشناس موسیقی پاپ ایرانی درگذشت.

### آدینه۲۷ فروردین ۱۳۸۹-۱۶ آوریل ۲۰۱۰
- شجاع‌الدین شفا نویسنده و مترجم ایرانی در پاریس درگذشت.

### یک‌شنبه۲۹ فروردین ۱۳۸۹-۱۸ آوریل ۲۰۱۰
- هژبر یزدانی از جمله افراد مهم و کلیدی در صحنه اقتصاد ایران در قبل از انقلاب ۵۷، در کاستاریکا درگذشت.